# 山田和彦
山田 和彦（やまだ かずひこ、1947年1月1日 - ）は、日本の実業家。月島機械代表取締役社長、月島ホールディングス代表取締役会長を経て、同社シニアアドバイザー。

## 人物・経歴
北海道室蘭市御前水町生まれ。北海道室蘭清水丘高等学校を経て、1969年弘前大学文学部経済学科卒業、月島機械入社。1998年月島機械理事。2000年月島機械取締役。2002年月島機械常務取締役。2003年月島機械代表取締役専務取締役。2005年から月島機械代表取締役社長社長執行役員を務め、三進工業の子会社化などを行った。2020年月島機械代表取締役会長。2023年月島ホールディングス代表取締役会長。2025年月島ホールディングスシニアアドバイザー。日本産業機械工業会運営幹事なども務めた。